# Mabuya bayonii
Mabuya bayonii är en ödleart. Mabuya bayonii ingår i släktet Mabuya och familjen skinkar.

## Underarter
Arten delas in i följande underarter:
- M. b. keniensis
- M. b. bayonii